# Rybníky (přírodní rezervace)
Rybníky jsou přírodní rezervace poblíž obce Kozlovice v okrese Frýdek-Místek. Důvodem ochrany jsou přirozené lesní porosty, prameniště a rašelinné louky s četnými chráněnými a mizejícími druhy rostlin.